# Muntura Nikon F
La muntura Nikon F és un tipus de muntura d'objectiu desenvolupada per Nikon per a les seves càmeres SLR de 35 mm. La muntura F va ser introduïda a la càmera Nikon F de 1959, presentant un muntura en baioneta de tres ungles amb un diàmetre extern de 44 mm i una distància focal de brida de 46,5 mm. La companyia continua utilitzant variacions de la mateixa muntura per a les seves càmeres DSLR.

## Història
La muntura Nikon F és una de les dos úniques muntures d'objectius SLR (l'altre és la muntura Pentax K) que no van ser abandonades pels seus fabricants amb la introducció de l'autofocus, però van ser ampliades per complir amb els requeriments relacionats amb el control d'exposímetre, autofocus i obertura. La gran varietat d'objectius compatibles amb la muntura F la converteix en el sistema de muntatge amb brida d'objectius fotogràfics intercambiables més gran de la història. Més de 400 objectius Nikkor diferents són compatibles amb aquest sistema. La muntura F és també popular en aplicacions científiques i industrials, especialment en visió mecànica. La muntura F ha estat produïda per més de cinc dècades, sent l'únic sistema d'objectius SLR produit en aquell lapse de temps.

## Sistema d'objectius
A més de la línia d'objectius Nikkor pròpia de Nikon, entre les marques que produeixen objectius amb muntura F s'inclouen Zeiss, Voigtläder, Schneider, Angénieux, Samyang, Sigma, Tokina, Tamron, Hartblei, Kiev, Lensbaby i Vivitar. Els models actuals de càmera amb muntura F són produits per Nikon, Fujifilm, Sinar, JVC, Kenko i Horseman. Numbrosos fabricants fan servir la muntura F en aplicacions d'imatges no fotogràfiques.

## Compatibilitat
La característica més important de la muntura F és la compatibilitat cap enrere i cap endavant. Molts objectius actuals amb autofocus poden ser usats en la Nikon F original. Els primers objectius de muntura F d'enfocament manual de la dècada de 1969 i principis de la dècada de 1970, amb algunes modificacions, poden utilitzar-se al màxim en totes les càmeres professionals de Nikon. No obstant això, les incompatibilitats existeixen, i els usuaris aventurers de muntura F han de consultar la documentació dels productes per evitar problemes. Per exemple, moltes càmeres electròniques no poden fer mesures sense un objectiu amb CPU habilitada, l'obertura dels objectius G no poden controlar-se sense una cmera eltrònica, i els objectius no-AI (fabricats abans de 1977) poden causar danys mecànics a les càmeres de models més nous si no es modifiquen per complir amb els requeriments de l'especificació AI. Molts objectius d'enfocament manual poden modificar-se per prmetre mesures en els cossos Nikon agregant un chip Dandelion a l'objectiu.

## Cercle d'imatge
Molts objectius de muntura F cobreixen l'àrea estàndard de 36x24 mm del format de 35 mm i el format Nikon FX, mentres que els objectius designats com DX cobreixen una àrea de 24x16 mm del format Nikon DX, i els objectius de muntura F industrials tenen variacions en l'àrea que cobreixen. Els objectius DX poden produir vinyetatge quan s'utilitzen sobre pel·lícula i càmeres FX. No obstant això, els objectius dissenyats per càmeres de pel·lícula funcionaran en càmeres Nikon digitals sense les limitacions abans nombrades.

## Anell de muntatge i control
Al contrari de molts altres muntatges, els objectius de muntura F es col·loquen girant-los en sentit anti-horari (mirant la part frontal de l'objectiu) i es treu girant en sentit horari. Quasi tots els objectius de muntura F tenen controls de zoom i enfocament que roten en direcció horari (vist des de darrere de la càmera) per incrementar la longitud focal o la distància focal, respectivament. Aquesta convenció és també usada pels objectius de muntura Pentax K i muntura Sony A, però és oposada a la direcció normalment usada per Canon. Els objectius de muntura F tenen també anells d'obertura que normalment giren en sentit horari per tancar.

## Objectius compatibles

### Nikkor

#### Designacions
Nikon ha introduit diverses designacions pròpies pels objectius Nikkor de muntura F, reflexant variacions en el disseny i desenvolupament, tant dels objectius com de la muntura F en si mateixa. Hi ha també designacions "no oficials" usades pels coleccionistes i venedors per diferenciar objectius similars.